# Нордрах
Нордрах (нем. Nordrach) — община в Германии, в земле Баден-Вюртемберг. 
Подчиняется административному округу Фрайбург. Входит в состав района Ортенау.  Население составляет 1974 человека (на 31 декабря 2010 года). Занимает площадь 37,75 км².